# Lucapa
Lucapa és un municipi de la província de Lunda-Nord. Té una població de 146.719 habitants. Comprèn les comunes de Lucapa, Camissombo, Capaia i Xá Cassau. Limita al nord amb el municipi de Chitato, a l'est amb el municipi de Cambulo, al sud amb el municipi de Saurimo, i a l'oest amb els municipis de Lubalo i Cuílo. Fou la primera capital de la província de Lunda fins que fou dividida en dos (Lunda-Nord i Lunda-Sud) i traslladada a Dundo.